# Chronicles of the Cursed Sword
Chronicles of the Cursed Sword (Koreanska: 파검기 PaGumKi) är en manhwa av Yeo Beop-ryong som författare och Park Hui-jin som illustratör. PaGumKi serialiserades från början i den månatliga tidningen Junior Champ (Hangul: 주니어챔프) mellan 1999 och 2006, och serialiseras sedan 2006 i den månatliga tidningen Comic Champ (Hangul: 코믹챔프). Serien har hittills släppts i 37 volymer av förlaget Daiwon C.I.
Serien började publiceras i Sverige 2006 med översättning av Tove Lindholm hos förlaget Megamanga. I USA började Tokyopops publicering av serien juli 2003.